# Chlorops variseta
Chlorops variseta är en tvåvingeart som först beskrevs av Malloch 1938.  Chlorops variseta ingår i släktet Chlorops och familjen fritflugor. Inga underarter finns listade i Catalogue of Life.